# Etimasu
Etimasu is een kevergeslacht uit de familie van de boktorren (Cerambycidae). De wetenschappelijke naam van het geslacht werd voor het eerst geldig gepubliceerd in 2010 door Santos-Silva, Martins & Clarke.

## Soorten
Etimasu is monotypisch en omvat slechts de volgende soort:
- Etimasu cosmipes (Peñaherrera & Tavakilian, 2003)